# Cao tốc S69 (Ba Lan)

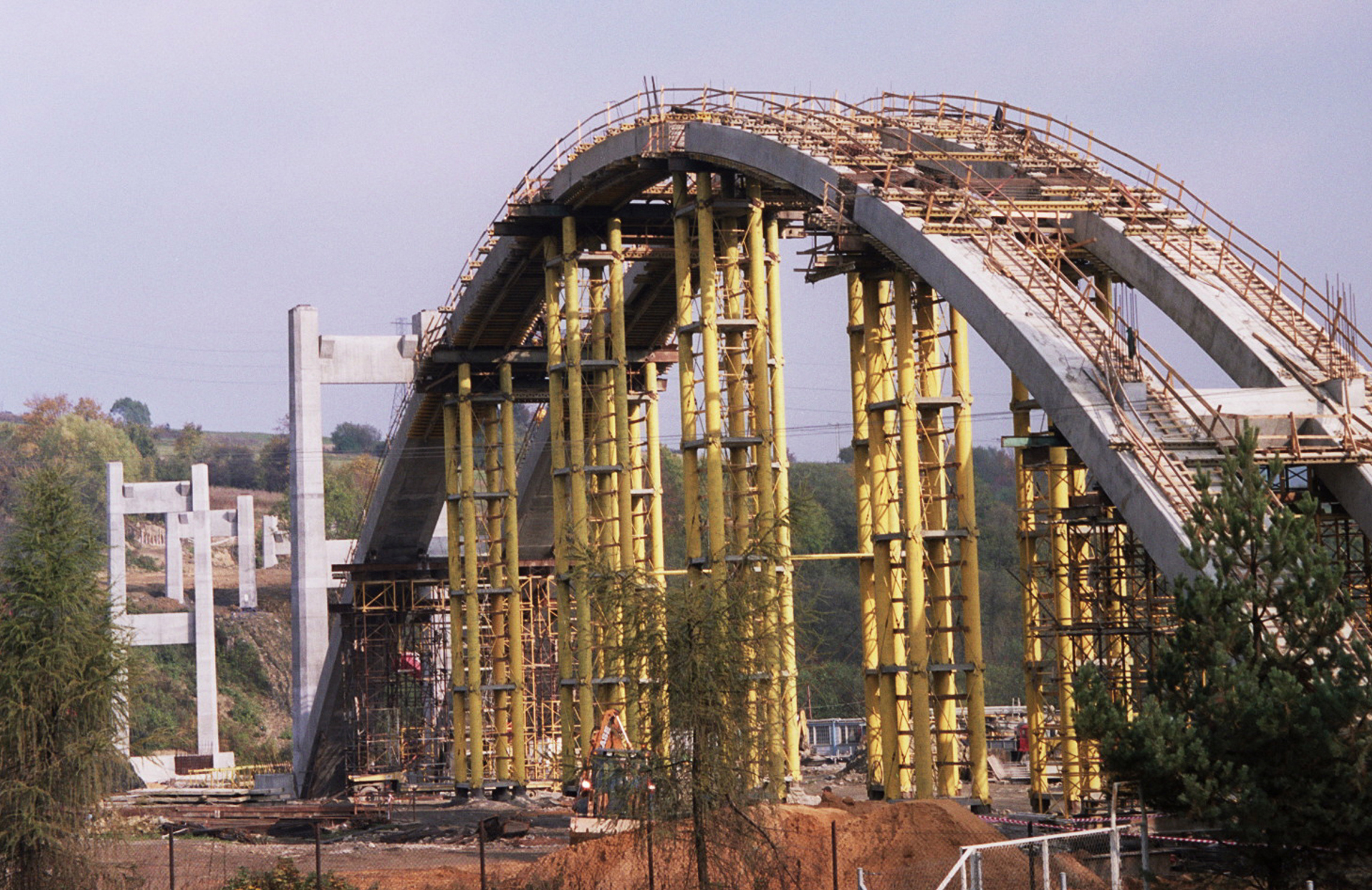
Xây dựng S69 ở Milówka, 2005

Expressway S69 hoặc cao tốc S69 (bằng tiếng Ba Lan Droga ekspresowa S69) là một con đường lớn ở Ba Lan được cho là để kết nối giao thông từ Bielsko-Biała đến biên giới với Slovakia tại Zwardoń / Skalité, nơi mà nó sẽ kết nối với đường cao tốc D3 ở Slovakia. Trong các kế hoạch ban đầu, từ Bielsko-Biała đến Żywiec, con đường sẽ là một tuyến đường đôi với phần còn lại đến biên giới với Slovakia chỉ với một tuyến đường duy nhất (có dự trữ địa hình để xây dựng tuyến đường thứ hai trong tương lai). Kể từ tháng 8 năm 2016, S69 là một phần của đường cao tốc S1.

## Mô tả tuyến đường

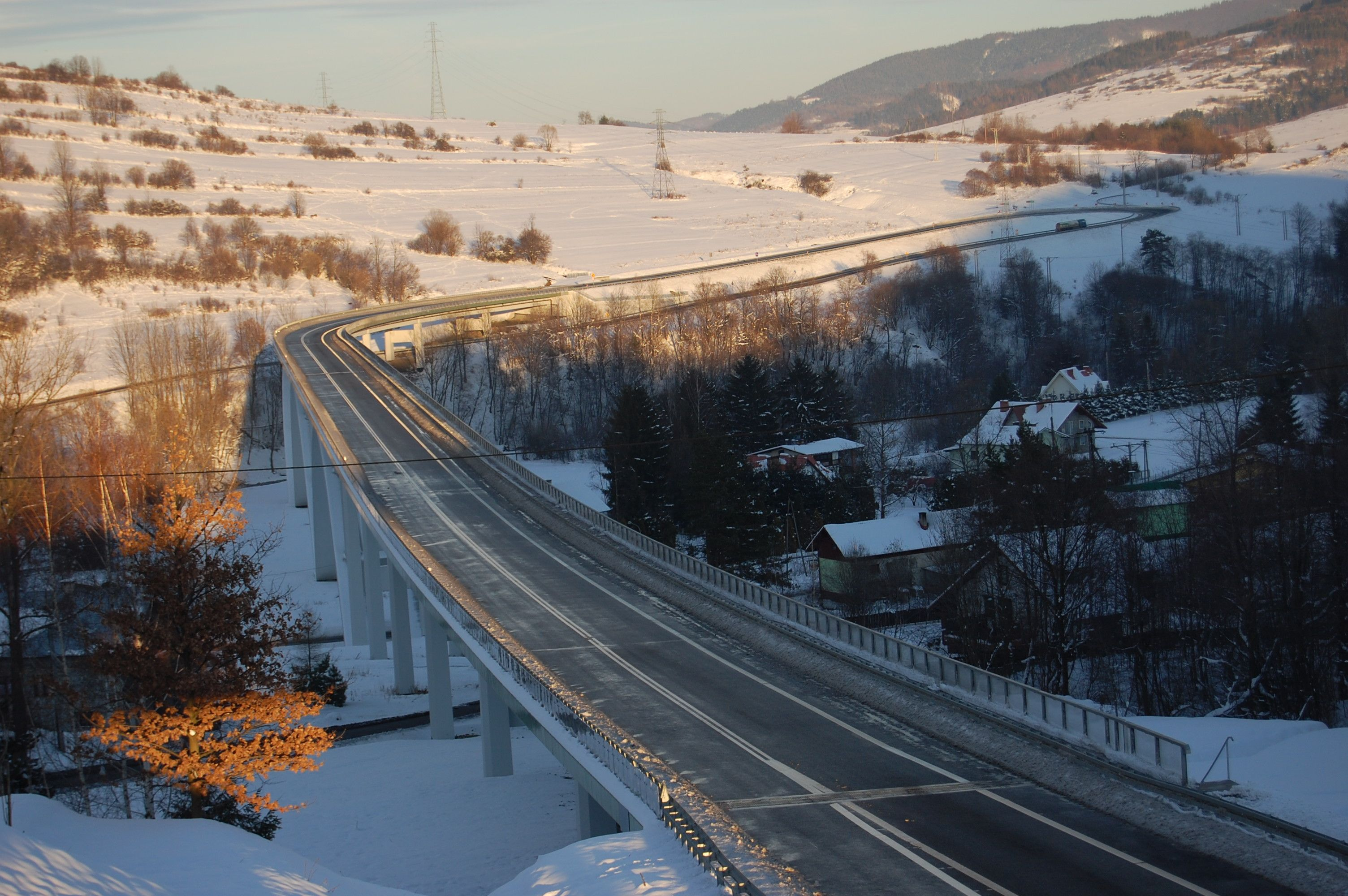
Cầu cạn trên thung lũng Kameszniczanka

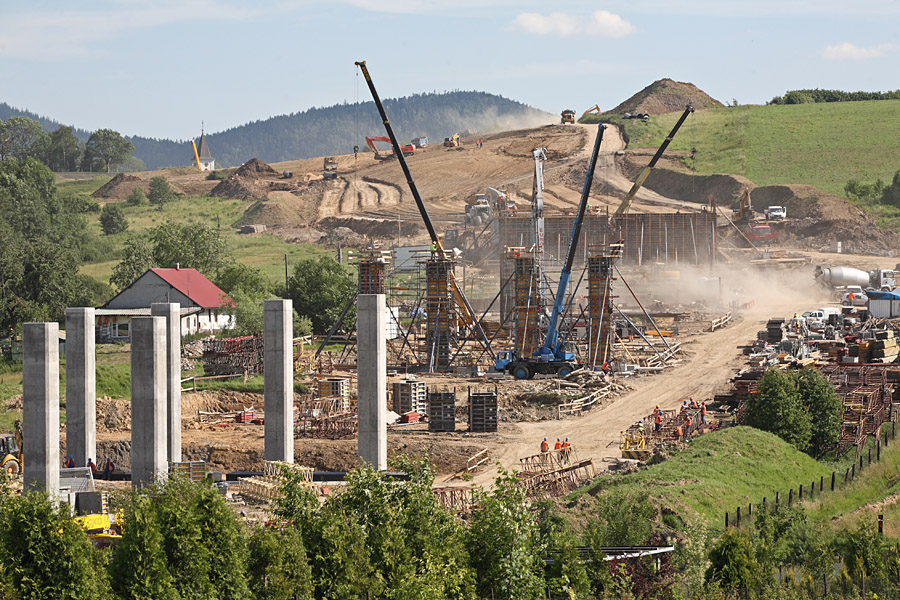
Xây dựng gần Bielsko-Biała, tháng 7 năm 2009

| Số lượng lối ra (cơ sở) | Tên                           | Số dặm từ đầu       | Lịch sử xây dựng | Ghi chú                                              |
| 1)                      | Bielsko-Biała -Komorowice     | 0 km                | Các công trình từ đây đến trao đổi Potok được cho phép vào tháng 5 năm 2009                                                                                                | Để trao đổi vớiSuchy Potok, bến cuối phía tây        |
| 2)                      | Bielsko-Biała-Rosty           | 2,9 km (1,80 mi)    | Các công trình từ đây đến trao đổi Potok được cho phép vào tháng 5 năm 2009                                                                                                |                                                      |
| 3)                      | Suchy Potok (kế hoạch)        | 4,5 km (2,80 mi)    | Hợp đồng được ký vào tháng 10 năm 2008 với nút giao Bielsko-Biała-Mikuszowice-II                                                                                           | dự định có một nút giao ở đây                        |
| 4)                      | Bielsko-Biała-Lipnik          | 6,8 km (4,23 mi)    | Hợp đồng được ký vào tháng 10 năm 2008 với nút giao Bielsko-Biała-Mikuszowice-II                                                                                           |                                                      |
| 5)                      | Bielsko-Biała- Mikuszowice -I | 10,8 km (6,71 mi)   | Hợp đồng được ký vào tháng 10 năm 2008 với nút giao Bielsko-Biała-Mikuszowice-II                                                                                           |                                                      |
| 6)                      | Bielsko-Biała-Mikuszowice-II  | 11,5 km (7,15 mi)   | Hợp đồng được ký vào tháng 10 năm 2008 với nút giao Bielsko-Biała-Mikuszowice-II                                                                                           |                                                      |
| 7)                      | Không tên                     | 14,2 km (8,82 mi)   | Từ đây đến trao đổi Żywiec: hợp đồng đầu tiên được ký vào năm 2010, đã bị hủy hai năm sau đó, và ký với công ty khác vào tháng 7 năm 2014. Thực hiện vào tháng 7 năm 2015. |                                                      |
| số 8)                   | Không tên (Rybarzowice)       | 17,7 km (11,00 mi)  | Từ đây đến trao đổi Żywiec: hợp đồng đầu tiên được ký vào năm 2010, đã bị hủy hai năm sau đó, và ký với công ty khác vào tháng 7 năm 2014. Thực hiện vào tháng 7 năm 2015. |                                                      |
| 9)                      | Không tên (Kalki)             | 21 km (13,05 mi)    | Từ đây đến trao đổi Żywiec: hợp đồng đầu tiên được ký vào năm 2010, đã bị hủy hai năm sau đó, và ký với công ty khác vào tháng 7 năm 2014. Thực hiện vào tháng 7 năm 2015. |                                                      |
| 10)                     | Żywiec                        | 26,5 km (16,47 mi)  | Từ đây đến trao đổi Przybędza: ký vào tháng 6 năm 2005, được thực hiện vào tháng 11 năm 2006                                                                               |                                                      |
| 11)                     | Browar                        | 29,2 km (18,14 mi)  | Từ đây đến trao đổi Przybędza: ký vào tháng 6 năm 2005, được thực hiện vào tháng 11 năm 2006                                                                               |                                                      |
| 12)                     | Przybędza                     | 33,9 km (21,06 mi)  | Từ đây đến Milówka trao đổi: phần đã có DŚU (quyết định môi trường), đấu thầu sẽ sớm được công bố                                                                          |                                                      |
| 13)                     | Milówka                       | 42,14 km (26,18 mi) | Từ đây đến Milówka trao đổi: phần đã có DŚU (quyết định môi trường), đấu thầu sẽ sớm được công bố                                                                          |                                                      |
| 14)                     | Kasperka                      | 46,84 km (29,11 mi) | | Không có lối ra của giao thông hướng đông trên đường |
| 15)                     | Laliki                        | 49,54 km (30,78 mi) | | Trao đổi cuối cùng trước khi đến biên giới           |
|                         | Zwardoń                       | 53,34 km (33,14 mi) | | Lối vào Slovakia                                     |
| ----------------------- | ----------------------------- | ------------------- | --- | ---------------------------------------------------- |